# Ofset
Ofset patří do kategorie nepřímého tisku z plochy, neboť jeho tisknoucí a netisknoucí místa na rozdíl od ostatních principů tisku jsou v jedné výškové úrovni. Zároveň klasický ofset zachovává základní princip kamenotisku a to je vzájemná odpudivost mastných tiskových barev (TB) a vody.
Ofset je tisk nepřímý, protože z tiskové formy (TF) se nejprve tiskne na pryží potažený válec a z něho teprve na papír. Barva se tedy přenáší dvakrát a předloha na tiskové formě není stranově převrácená. Zároveň umožňuje tisknout jemné detaily a i na méně kvalitní papír na rozdíl od knihtisku. To je dáno pryžovým válcem, který je schopen přilnout i na ne zcela hladký povrch. Tisková forma je podle druhu ofsetového stroje buď rovinná nebo válcová a to z hliníku, zinku a později i bimetalu.
Pojmenování ofsetu vzniklo z anglického pojmu „off-set“, neboli v překladu tisk přenosný, nepřímý, anebo také z pojmu „set-off“, což znamená obtah.

## Princip a vývoj

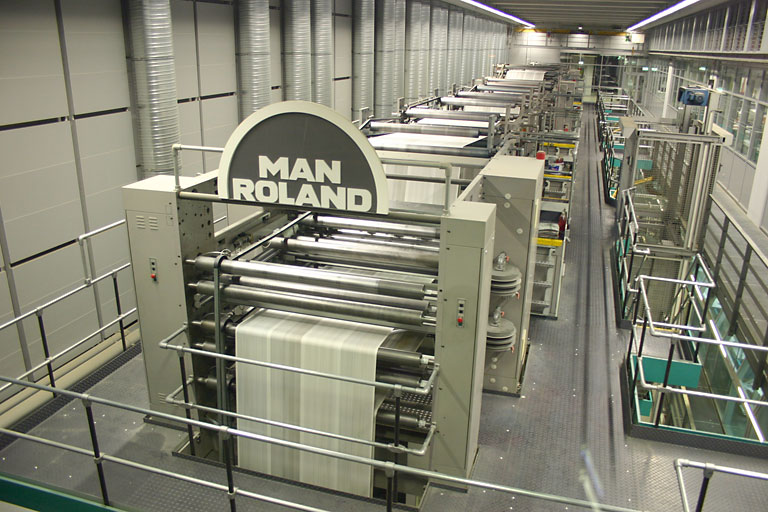
MAN Roland press

Na počátku 20. století byl v kamenotisku kámen nahrazen tenkou ohebnou a lehkou plechovou deskou, která je upnutá na válci a tím je zároveň umožněn rotační tisk, který je rychlejší než vratný pohyb kamene na vozíku kamenolisu. Ira Washington Rubel z New Jersey a Kaspar Herrmann z Kynšperku nad Ohří zjistili v letech 1904–1905, že z gumového potahu, který používali na svých tlakových válcích a na nějž zároveň přetiskli obraz bez papíru při průchodu strojem na prázdno, dosáhnou pak na následujícím archu papíru docela kvalitního otisku. Zajímavé ovšem bylo, že i na drsném a minimálně kvalitním papíře byl otisk stále dobrý. Pro snahu o vylepšení a zjednodušení tisku z plochy byly hlavně dva důvody. Jedním byl způsob, jak nejlépe vyřešit rotační tisk. Druhým byl hlavně špatný vývoz solnohofenského vápence (sloužil ke kamenotisku, na němž se kreslilo mastnou tuší) z Evropy do ciziny.
W. Rubel se pokoušel o tříválcový stroj založený na hlavní myšlence nepřímého tisku, ale z důvodu finanční neshody tuto myšlenku opustil. Stroj měl mít tři stejně velké válce, z nichž jeden je formový, druhý přenosový a třetí tlakový. Tyto válce dohromady tvořily tiskovou jednotku. K. Herrmann měl podobný nápad, až na to, že jeho stroj byl založen na soustavě dvou válců v poměru 2:1. Válec dvojnásobného obvodu měl z poloviny funkci formového válce a z druhé poloviny funkci tlakového válce. Válec druhý sloužil jako válec přenosový. Dle jeho výkresů byl stroj sestaven. V roce 1907 to byl první evropský ofsetový stroj, který se uplatnil i k potisku bankovek. Zároveň měl i současný rubový i lícový tisk.
V současné době můžeme ofset rozdělit do dvou principů, způsobů tisku, a tím jsou vlhčený neboli klasický ofset a ofset bez vlhčení nebo lépe bezvodý ofset.

## Klasický ofset (vlhčený)
Je to nejrozšířenější a nejpoužívanější tisková technika na světě a je jí vytištěna naprostá většina knih, novin, časopisů a letáků, se kterými se setkáváme v každodenním životě.
Princip tisku z plochy a tedy i ofsetu je založen na rozdílných fyzikálně-chemických vlastnostech tiskové formy obepínající formový válec. Tisková forma je hliníková deska, na jejíž jedné straně jsou naneseny dvě vlastnostmi rozdílné vrstvy. Před přenosem vzoru na tiskovou formu je celá plocha hydrofobní (tisknoucí).
Barva je hydrofobní kapalina, která se prakticky nemísí s vodou nebo jinou jí podobnou kapalinou, například alkoholy.
Po zpracování, přeměně na tiskovou formu je vrchní, nenarušená vrstva hydrofobní, tj. odpuzuje vodu a naopak přijímá mastnou barvu. Proto při nanesení tiskového vzoru se naruší hydrofobní povrch v místech, kde nemá tisknout, vznikne spodní vrstva, narušená, stane se hydrofilní, přijímá vodu, která pak zabraňuje mastné barvě nalepit se na toto místo. V místech, kde forma tisknout má, se povrch ponechá nenarušený.
Toto narušení povrchu se provádí
- tradičním způsobem vysvicování z filmů: skrze průhledná místa na filmu (klasický pozitivní, rozměru tiskové formy, vakuově přitisknutý na tiskové formě) prochází silné světlo a naruší světlocitlivou vrstvu, zatímco tmavá místa na filmu ochrání. Narušená místa se následně vývojkou odplaví a ustalovačem se pak odstraní její světlocitlivost a tisková forma je připravena k běžnému použití.
- nově laserovým vypalováním tiskové formy, nazývané i anglickou zkratkou CTP (computer to plate), která na přelomu 2. a 3. tisíciletí během několika let nahradila předešlou fotografickou techniku výroby. Tisková forma pak projede rovněž vývojkou (nikoliv fotografickou), která z budoucích netisknoucích míst vyplaví narušenou „tisknoucí“ hydrofobní vrstvu.

Tisková forma se pak napne do stroje na formový válec. Jak se válec točí, rolují po něm seshora zpravidla 4 válce s barvami (barevnými složkami tisku) a jeden s vodou. Zároveň se válec s formou dotýká a roluje s válcem přenášecím, na který se při každém otočení přenáší barva z tiskové formy. Tam se z formy přenáší barva bez vody a tu přenášecí válec přenese na papír. Aby měl dotyk papíru a pogumovaného válce přenášecího vyšší tlak, je spodní válec pod papírem protitlakový.
Přívod vody a barvy do válců se reguluje (tiskař, počítač) – pokud je vody nebo barvy příliš, tisk se kazí – lepí se barva na formě, kam nemá, nebo naopak, když je příliš vody, tisknoucí místa tisknou slabě nebo vůbec ne.

## Bezvodý ofset
Bezvodý (nevlhčený, suchý) ofset pracuje, aniž by potřeboval vodu, která je nahrazena rozdílnými povrchovými vlastnostmi dvou vrstev nanesených na tisk. formě:
- krycí, vrchní silikonová vrstva tvoří místa netisknoucí – barvu pak odpuzuje a nepřijímá ji – a
- spodní vrstva polymerová, která tvoří naopak místa tisknoucí, barvu přijímá a předává dál.

Při expozici se v místech, která mají být vytištěna, vrchní – silikonová – vrstva odstraní (nejčastěji vypálením laserovým paprskem), často přímo v tiskovém stroji (Computer to plate).

### Termoregulace
Pro tento typ ofsetu nelze použít klasické tiskové barvy – místa bez kresby by se zabarvovala a barva by zároveň na nich částečně přilnula, a je nutné použít jiný typ barev. Zároveň také vyžaduje termoregulační systém, který má za úkol udržet teplotu tiskových válců. Jestliže je teplota příliš vysoká, viskozita barev se snižuje a barva se snadno přenáší, přilne na netisknoucí místa a špiní, protože teplota výrazně ovlivňuje viskozitu barev. A naopak, jestliže teplota příliš klesne, nelze pak ani na desku nanést požadovanou vrstvu barvy, protože při teplotě nižší je viskozita vyšší. Proto je bezvodý ofset velmi citlivý na správnou teplotu, která se musí stále regulovat. Existují dva systémy termoregulace:
- vodní, u kterého jsou nanášecí válce mezi doplňkové válce, kterými proudí voda externě teplotně regulovaná
- vzduchový s větrákem, kterým je vháněn do systému tiskového a přenosového válce vzduch, který se udržuje v příslušné teplotě.

### Výhody a nedostatky
Nevýhodou bezvodého ofsetu po tisku je vznik malých částeček prachu, které se olupují na pomezí tisknoucích i netisknoucích prvků. Projevují se malými bílými místy v tištěném obrazu, tzv. „vypadávání barvy“. Aby kvalita se zvyšujícím počtem kopií neklesla, je nutné již po několika stovkách vytištěných kusů tiskové válce přemýt. Proto je suchý ofset vhodný pro malonákladové zakázky. Dosahuje zato vysoké kvality tisku, protože nepřítomnost vlhčícího roztoku umožňuje tisknout jemnější rastry díky přesnější reprodukci tiskového bodu.